# Giuseppe Bruscolotti
Giuseppe Bruscolotti (Sassano, 1º giugno 1951) è un ex calciatore e dirigente sportivo italiano, di ruolo difensore.

Giuseppe Bruscolotti, ribattezzato dai tifosi del Napoli Palo 'e fierro (palo di ferro)

Ha legato la sua carriera agonistica principalmente al Napoli, squadra nella quale militò dal 1972 al 1988 per 16 stagioni, di cui 5 da capitano, e rimanendo a lungo il calciatore azzurro con più presenze in tutte le competizioni; con i partenopei ha vinto il primo e storico scudetto (1986-87), due Coppe Italia (1975-76 e 1986-87) e una Coppa di Lega Italo-Inglese (1976).

## Biografia
Nasce il 1º giugno 1951 a Sassano, paese sito nel Vallo di Diano a sud della provincia di Salerno.
Nel 1985, forte della grande amicizia e della causa sociale-giovanile napoletana, ha fondato insieme a Diego Armando Maradona la "Scuola Calcio Maradona-Bruscolotti" sita a San Sebastiano al Vesuvio. Successivamente è diventata solo "Scuola Calcio Bruscolotti" di cui è presidente e istruttore tecnico con l'obiettivo di togliere i ragazzini dalle cattive tentazioni della strada.
Vive a Licola. È stato proprietario di un ristorante intitolato come la data del primo scudetto del Napoli, 10 maggio '87, chiuso nel giugno del 2014, è proprietario di un punto scommesse a Fuorigrotta; è infine un apprezzato opinionista.
Dopo il ritiro è stato anche dirigente del Gladiator.

## Caratteristiche tecniche
(Corrado Ferlaino, citata da Italo Kühne)
Terzino destro o difensore centrale arcigno e dal fisico possente, era il classico marcatore che "annullava" l'avversario per tutti i 90', ricorrendo a volte anche a interventi di una certa entità. Fu soprannominato dai tifosi Palo 'e fierro ("Palo di ferro") a sottolinearne il fisico massiccio e la forza fisica, oltreché il fatto che era raro vederlo cadere a terra nei contrasti con gli attaccanti avversari, i quali davano la sensazione di andare a "sbattere" contro un palo di ferro.

## Carriera
Cresciuto nella Pollese, si mise in luce giovanissimo con la maglia del Sorrento con cui alla prima stagione da professionista, guidato da Giancarlo Vitali, fu promosso in Serie B vincendo il campionato di terza serie, con la miglior difesa del torneo che subisce in totale solo dodici reti. Nella stagione successiva, 1971-1972, gioca tutte le 38 partite del torneo cadetto senza riuscire a evitare le retrocessione del club.

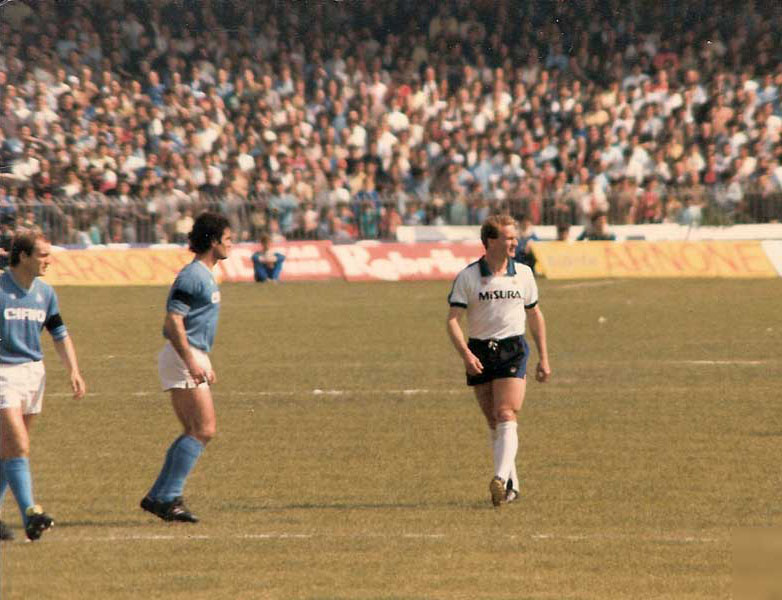
Bruscolotti in azione durante Napoli-Inter (3-1) del 21 aprile 1985, tra Ferrario e il nerazzurro Rummenigge.

Nell'annata 1972-73 fu ingaggiato dal Napoli con il quale esordì in Serie A il 24 settembre 1972 in un incontro vinto per 1-0 contro la Ternana. In sedici anni con la maglia azzurra, fino alla stagione 1987-1988, disputa 511 partite ottenendo il primato assoluto di presenze con i partenopei – ha a lungo detenuto anche il record di presenze in massima serie con il club campano, avendone collezionato 387 –, indossando anche la fascia di capitano della squadra per lungo tempo, prima di cederla a Diego Armando Maradona, e realizzando 11 gol: i più importanti furono quello allo stadio San Paolo contro i belgi dell'Anderlecht nella semifinale di andata della Coppa delle Coppe 1976-1977, non sufficiente tuttavia per accedere alla finale, e quello segnato nella gara di ritorno della vittoriosa finale di Coppa di Lega Italo-Inglese 1976 vinta dal Napoli contro il Southampton.
Con la maglia del Napoli, Bruscolotti ha vinto uno scudetto, due Coppe Italia e una Coppa di Lega Italo-Inglese. Con 511 partite giocate ha detenuto a lungo il record assoluto di presenze con gli azzurri, superato nel 2018 da Marek Hamšík, e tuttora vanta il primato di gare in Coppa Italia (96) con i campani.

## Statistiche

### Presenze e reti nei club
| Stagione        | Squadra         | Campionato      | Campionato | Campionato | Coppe nazionali | Coppe nazionali | Coppe nazionali | Coppe continentali | Coppe continentali | Coppe continentali | Altre coppe | Altre coppe | Altre coppe | Totale | Totale |
| Stagione        | Squadra         | Comp            | Pres       | Reti       | Comp            | Pres            | Reti            | Comp               | Pres               | Reti               | Comp        | Pres        | Reti        | Pres   | Reti   |
| --------------- | --------------- | --------------- | ---------- | ---------- | --------------- | --------------- | --------------- | ------------------ | ------------------ | ------------------ | ----------- | ----------- | ----------- | ------ | ------ |
| 1970-1971       | Sorrento        | C               | 24         | 1          | -               | -               | -               | -                  | -                  | -                  | -           | -           | -           | 24     | 1      |
| 1971-1972       | Sorrento        | B               | 36         | 0          | CI              | ?               | 0               | -                  | -                  | -                  | -           | -           | -           | 36+    | 0      |
| Totale Sorrento | Totale Sorrento | Totale Sorrento | 60         | 1          |                 | ?               | 0               |                    | -                  | -                  |             | -           | -           | 60+    | 1      |
| 1972-1973       | Napoli          | A               | 28         | 0          | CI              | 10              | 0               | -                  | -                  | -                  | -           | -           | -           | 38     | 0      |
| 1973-1974       | Napoli          | A               | 27         | 1          | CI              | 3               | 0               | -                  | -                  | -                  | -           | -           | -           | 30     | 1      |
| 1974-1975       | Napoli          | A               | 27         | 2          | CI              | 4               | 0               | CU                 | 4                  | 0                  | -           | -           | -           | 35     | 2      |
| 1975-1976       | Napoli          | A               | 20         | 0          | CI              | 8               | 0               | CU                 | 2                  | 0                  | -           | -           | -           | 30     | 0      |
| 1976-1977       | Napoli          | A               | 28         | 0          | CI              | 4               | 0               | CdC                | 7                  | 1                  | CL          | 2           | 1           | 41     | 2      |
| 1977-1978       | Napoli          | A               | 29         | 1          | CI              | 11              | 0               |                    | -                  | -                  | -           | -           | -           | 40     | 1      |
| 1978-1979       | Napoli          | A               | 24         | 1          | CI              | 5               | 0               | CU                 | 2                  | 0                  | -           | -           | -           | 31     | 1      |
| 1979-1980       | Napoli          | A               | 22         | 0          | CI              | 3               | 0               | CU                 | 2                  | 0                  | -           | -           | -           | 27     | 0      |
| 1980-1981       | Napoli          | A               | 30         | 0          | CI              | 4               | 0               | -                  | -                  | -                  | -           | -           | -           | 34     | 0      |
| 1981-1982       | Napoli          | A               | 26         | 2          | CI              | 6               | 0               | CU                 | 2                  | 0                  | -           | -           | -           | 34     | 2      |
| 1982-1983       | Napoli          | A               | 17         | 0          | CI              | 8               | 0               | CU                 | 4                  | 0                  | -           | -           | -           | 29     | 0      |
| 1983-1984       | Napoli          | A               | 25         | 2          | CI              | 5               | 0               | -                  | -                  | -                  | -           | -           | -           | 30     | 2      |
| 1984-1985       | Napoli          | A               | 27         | 0          | CI              | 7               | 0               | -                  | -                  | -                  | -           | -           | -           | 34     | 0      |
| 1985-1986       | Napoli          | A               | 25         | 0          | CI              | 4               | 0               | -                  | -                  | -                  | -           | -           | -           | 29     | 0      |
| 1986-1987       | Napoli          | A               | 25         | 0          | CI              | 12              | 0               | CU                 | 2                  | 0                  | -           | -           | -           | 39     | 0      |
| 1987-1988       | Napoli          | A               | 7          | 0          | CI              | 2               | 0               | CC                 | 1                  | 0                  | -           | -           | -           | 10     | 0      |
| Totale Napoli   | Totale Napoli   | Totale Napoli   | 387        | 9          |                 | 96              | 0               |                    | 26                 | 1                  |             | 2           | 1           | 511    | 11     |
| Totale carriera | Totale carriera | Totale carriera | 447        | 10         |                 | 96+             | 0               |                    | 26                 | 1                  |             | 2           | 1           | 571+   | 12     |

## Palmarès

### Competizioni nazionali
- Campionato italiano Serie C: 1

Sorrento: 1970-1971 (girone C)
- Coppa Italia: 2

Napoli: 1975-1976, 1986-1987
- Campionato italiano: 1

Napoli: 1986-1987

### Competizioni internazionali
- Coppa di Lega Italo-Inglese: 1

Napoli: 1976